# وستوک واچز
وستوک واچز (روسی: Восток) شرکت ساعت‌سازی روس است، که در سال ۱۹۴۲ تأسیس شد. نمایندگی رسمی این شرکت از سال ۱۴۰۳ در ایران مشغول فعالیت میباشد.